# Thomas Graf (Biologe)

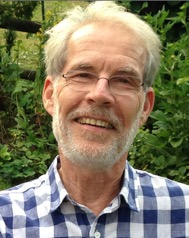
Thomas Graf

Thomas Graf (* 28. September 1944 in Wien) ist ein österreichischer Virologe und Krebsforscher.
Graf ging 1951 bis 1962 in Caracas zur Schule und studierte ab 1963 an der Ludwig-Maximilians-Universität München und der Universität Tübingen, wo er 1969 promoviert wurde. 1969 bis 1971 war er als Post-Doktorand am Max-Planck-Institut für Virusforschung in Tübingen und 1972/73 in der Abteilung Mikrobiologie und Immunologie der Duke University (mit einem Stipendium des Jane Coffin Childs Memorial Fund). Danach war er ab 1973 Professor in Tübingen (Max-Planck-Institut für Virologie) und ab 1978 Abteilungsleiter und Professor für Virologie am Deutschen Krebsforschungszentrum in Heidelberg. 1983 bis 1998 war er leitender Wissenschaftler am EMBL (European Molecular Biology Laboratory). Er ist zurzeit Professor für Entwicklungsbiologie und Molekularbiologie (Developmental and Molecular Biology) am Albert Einstein College of Medicine in New York City und Leiter des Programms Zelldifferentiation und Krebs beim CRG (Centre for Genomic Regulation) in Barcelona.
Er forschte unter anderem über Leukämie in Hühnern, Mäusen, Zebrafischen und beim Menschen und die Mechanismen der Differenzierung hämatopoetischer Stammzellen.
1983 erhielt er den Preis der Deutschen Gesellschaft für Hygiene und Mikrobiologie, 1989 den Paul-Ehrlich-und-Ludwig-Darmstaedter-Preis, 1983 den Preis der Wilhelm-Warner-Stiftung (Hamburg) für Krebsforschung, den Leukämieforschungspreis der Kind-Philipp-Stiftung in Marburg und den Preis der Deutschen Gesellschaft für Mikrobiologie und Hygiene und 1988 den Dr. Josef Steiner Krebsforschungspreis (mit Hartmut Beug, Mariano Barbacid). Er ist seit 1991 Mitglied der Academia Europaea.